# East 17

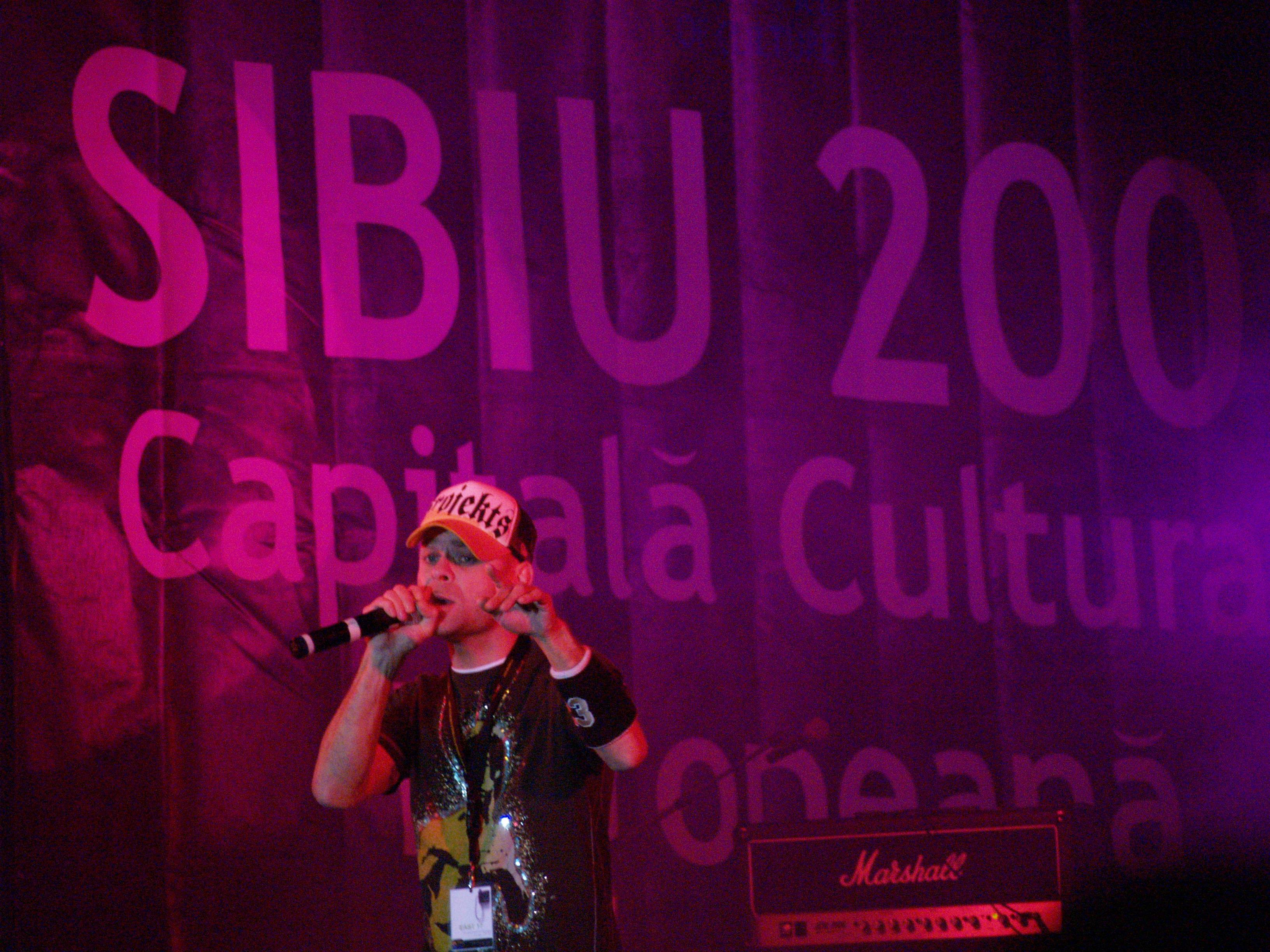
Zanger Brian Harvey (East 17) in actie in 2006

East 17 is een jongensgroep, opgericht in 1992.
De groepsnaam ontstond uit de postcode van de wijk Walthamstow in het noorden van Londen, een gebied gelegen tegen het oude East End en het buitengebied van Essex.
De groep stond bekend om zijn mix van rap- en popsongs en behaalde tussen 1992 en 1999 zijn grootste successen in Europa en Azië. In het Verenigd Koninkrijk werden 18 top 20-hits en vier top 10-albums gescoord. In Nederland was de groep vooral bekend om zijn hits It's alright, Around the world en Stay another day.

## Biografie
East 17 ontstond in 1992 nadat Tony Mortimer een contract bemachtigde via een showcase, waar hij zijn materiaal liet horen. De afspraak kon echter alleen doorgang vinden als Mortimer een jongensgroep om zich heen vormde, een format waar London Records naar op zoek was. De rolverdeling binnen de groep werd al snel duidelijk toen Brian Harvey zich aandiende: hij was oorspronkelijk actief als achtergrondzanger/danser, maar zijn r&b-achtige zang viel zo goed in de smaak dat hij tot leadzanger werd gepromoveerd. De groep werd compleet gemaakt met Terence Coldwell en John Hendy.
Mortimer was het brein achter de formatie die driekwart van de teksten leverde, waarbij Harveys zangpartijen het geheel compleet maakte. De groep stond aanvankelijk bekend om hun, voor een boyband, wat agressievere manier van muziek maken met gebruik van rapinvloeden en politiek gerichte teksten. Dit in tegenstelling tot hun rivalen als Take That.
Hun debuutalbum Walthamstow bereikte de eerste plaats in de Britse hitlijsten, in Nederland de zeventiende. Het album bevatte de single It's alright, die de eerste positie behaalde in Australië. In de Nederlandse Top 40 werd het hun grootste hit, met de vierde plaats als hoogste positie. Andere hits waren Deep en House of love. Met hun tweede album Steam, uitgebracht in 1994, werd het succes voortgezet. Het nummer Stay another day werd een kerstklassieker en hun eerste nummer 1-hit in het Verenigd Koninkrijk. In Nederland behaalde dit nummer de zesde positie. Andere hits van het album waren Around the world, Steam en Let it rain.
De groep wordt ook vermeld in het liedje Miss Sarajevo van Passengers: "Is there a time for first communion, a time for East 17".
Over het volgende album, getiteld Up all night (1995), ontstond een controverse over het feit dat alle leden aan het album hadden meegeschreven, terwijl alle credits wederom naar Mortimer gingen. Zanger Harvey raakte aan de drank en drugs en Tony Mortimer kreeg depressies en een schrijversblok. Dit waren de eerste scheurtjes binnen de groep. In 1997 leek de groep nog terug te komen met de hit If you ever, een duet met Gabrielle, maar Harvey kwam veelvuldig slecht in het nieuws. Het dieptepunt kwam in mei 1997, toen Harvey bekende 12 ecstasypillen te hebben geslikt en zei dat het volgens hem best gezond is. Er werden zelfs Kamervragen gesteld in het Hogerhuis aan premier John Major over deze kwestie. Het leidde tot Harveys uitsluiting binnen de groep en ook Mortimer vertrok een paar maanden later.
In 1998 zorgden de overige leden, Hendy en Coldwell, voor een terugkeer van Brian Harvey. Ze gingen verder onder de naam E-17 met het label Telstar Records aan hun zijde. Ze scoorden met Each time een nummer 2-hit in het Verenigd Koninkrijk, maar het grote internationale succes keerde niet meer terug. In 1999 werden ze door Telstar aan de kant gezet.
In de jaren 2000-2009 waren de overige drie leden vooral actief in het schnabbelcircuit. Zo traden ze regelmatig op bij themafeesten rond de jaren negentig en werden ze nog vaak uitgenodigd in Oostbloklanden als Roemenië, Bulgarije, Moldavië en Hongarije.

## Discografie

### Albums
| Album met eventuele hitnotering(en) in de Nederlandse Album Top 100 | Datum van verschijnen | Datum van binnenkomst | Hoogste positie | Aantal weken | Opmerkingen |
| ------------------------------------------------------------------- | --------------------- | --------------------- | --------------- | ------------ | ----------- |
| Walthamstow                                                         | 12-2-1993             | 20-3-1993             | 17              | 17           |             |
| Steam                                                               | 13-10-1994            | 29-10-1994            | 12              | 24           |             |
| Up All Night                                                        | 13-11-1995            | 2-12-1995             | 75              | 4            |             |
| Around The World Hit Singles                                        | 28-10-1996            | 16-11-1996            | 82              | 4            |             |
| Resurrection                                                        | 16-11-1998            | -                     | -               | -            |             |
| The Very Best of East Seventeen                                     | -                     | -                     | -               | -            |             |
| East 17: The Platinum Collection                                    | -                     | -                     | -               | -            |             |

### Singles
| Single met eventuele hitnotering(en) in de Nederlandse Top 40 | Datum van verschijnen | Datum van binnenkomst | Hoogste positie | Aantal weken | Opmerkingen                            |
| ------------------------------------------------------------- | --------------------- | --------------------- | --------------- | ------------ | -------------------------------------- |
| Deep                                                          | 1993                  | 20-3-1993             | 22              | 5            | #31 in de Single Top 100               |
| Slow it down                                                  | 3-4-1993              | 29-5-1993             | tip14           | -            | #50 in de Single Top 100               |
| West End girls                                                | 15-8-1993             | -                     | -               | -            | #48 in de Single Top 100               |
| It's alright                                                  | 17-11-1993            | 12-2-1994             | 4               | 10           | #4 in de Single Top 100                |
| House of love                                                 | 1992                  | 30-4-1994             | 31              | 3            | #21 in de Single Top 100               |
| Around the World                                              | 7-5-1994              | 18-6-1994             | 10              | 7            | #14 in de Single Top 100               |
| Steam                                                         | 2-10-1994             | 8-10-1994             | 16              | 6            | #13 in de Single Top 100               |
| Stay Another Day                                              | 21-11-1994            | 17-12-1994            | 6               | 10           | #5 in de Single Top 100                |
| Let it rain                                                   | 2-4-1995              | 1-4-1995              | 27              | 4            | #16 in de Single Top 100 Alarmschijf   |
| Hold my body tight                                            | 1995                  | 1-7-1995              | 35              | 2            | #20 in de Single Top 100               |
| Thunder                                                       | 19-11-1995            | 25-11-1995            | 19              | 7            | #21 in de Single Top 100               |
| Do u still?                                                   | 2-2-1996              | 17-2-1996             | tip15           | -            |                                        |
| If you ever                                                   | 14-10-1996            | 7-12-1996             | 38              | 2            | met Gabrielle #38 in de Single Top 100 |
| Hey child                                                     | 20-1-1997             | 1-2-1997              | -               | -            | #82 in de Single Top 100               |
| Each time                                                     | 26-10-1998            | 30-1-1999             | tip18           | -            | als E-17 #92 in de Single Top 100      |

| Single met hitnotering(en) in de Vlaamse Ultratop 50 | Datum van verschijnen | Datum van binnenkomst | Hoogste positie | Aantal weken | Opmerkingen |
| ---------------------------------------------------- | --------------------- | --------------------- | --------------- | ------------ | ----------- |
| Stay Another Day                                     | 21 november 1994      | 1995                  | 27              | 3            |             |